# Jean Louis Lassaigne
Pour les articles homonymes, voir Lassaigne.
Jean Louis Lassaigne, né le 22 septembre 1800 à Paris où il est mort le 18 mars 1859, est un chimiste français qui étudia les propriétés de l'élément chimique Sodium et du chlorure de sodium. Il a laissé son nom à l'expérience de la fusion au sodium dite « test de Lassaigne ».

## Biographie
Jean Louis Lassaigne étudia la chimie et débuta comme assistant dans le laboratoire du chimiste Louis-Nicolas Vauquelin. En 1828, il fut nommé professeur de chimie à l'École Royale Vétérinaire d’Alfort située sur la commune de Maisons-Alfort près de Paris. Il y enseigna jusqu'en 1854.
Jean Louis Lassaigne porte ses recherches dans différents domaines de la chimie, la chimie inorganique, le génie chimique, la physiologie, et l'analyse chimique dans la médecine légale. Il étudia plus particulièrement dans ses nombreuses recherches approfondies, les propriétés et interactions du sodium, du chlorure de sodium, de l'acide malique, du chrome et de l'iode. 
Jean Louis Lassaigne ne se limita pas aux seules applications médicales de la chimie, il contribua également, par ses recherches, dans le domaine de la chimie dans les arts appliqués. Il étudia notamment les propriétés de certains sels de chrome et leurs applications dans la teinture de tissus. En 1831, il a obtenu la médaille de la Société d'encouragement de l'industrie pour son travail sur le développement des glaçures dans la céramique.
En 1825, il publie avec l'anatomiste français François Leuret "Recherches physiques et chimiques pour servir à l’histoire de la digestion".
En 1829, Jean Louis Lassaigne édite "Abrégé élémentaire de chimie considérée comme science accessoire à l'étude de la médecine, de la pharmacie et de l'histoire naturelle". 
En 1839, il publie un "Dictionnaire des réactifs chimiques" qui sera le bréviaire de toutes les expériences faites dans les cours publics et particuliers, les recherches médico-légales, les expertises, les essais, les analyses qualitatives et quantitatives des corps simples et de leurs composés utiles, soit dans les arts, soit en médecine.